# فرانچسکو دی فولوویو
فرانچسکو دی فولوویو (انگلیسی: Francesco Di Fulvio؛ زادهٔ ۱۵ اوت ۱۹۹۳) ورزشکار واترپلو اهل ایتالیا است.
وی در مسابقات کشوری و بین‌المللی در مجموع برندهٔ ۱ مدال طلا، ۲ مدال برنز شده‌است.